# Ecpyrrhorrhoe diffusalis
Ecpyrrhorrhoe diffusalis là một loài bướm đêm trong họ Crambidae.